# Гай Фабий
Гай Фабий (на латински: Gaius Fabius) e политик на Римската република през края на 1 век пр.н.е. Произлиза от фамилията Фабии.
През 55 пр.н.е. той е народен трибун. Консули тази година са Помпей Велики и Марк Лициний Крас. С още четирима свои колеги той изработва закона lex Mamilia Roscia Alliena Peducaea Fabia.